# ندرومه
ندرومه (به عربی: ندرومة) یک شهرداری در الجزایر است که در استان تلمسان واقع شده‌است.
 ندرومه ۱۴ کیلومتر مربع مساحت و ۳۲٬۳۹۸ نفر جمعیت دارد.